# Sains-Richaumont
Sains-Richaumont ist eine französische Gemeinde mit 939 Einwohnern (Stand: 1. Januar 2022) im Département Aisne in der Region Hauts-de-France; sie gehört zum Arrondissement Vervins und zum Kanton Marle.

## Geographie
Die Gemeinde ains-Richaumont liegt in der Thiérache, 14 Kilometer westlich von Vervins und etwa 30 Kilometer östlich von Saint-Quentin. Nachbargemeinden von Sains-Richaumont sind Puisieux-et-Clanlieu im Nordwesten und Norden, Colonfay im Norden, Lemé im Nordosten und Osten, Chevennes im Osten und Südosten, Housset im Süden sowie Le Hérie-la-Viéville im Westen.

## Bevölkerungsentwicklung
| Jahr                       | 1962 | 1968 | 1975 | 1982 | 1990 | 1999 | 2006 | 2016 | 2022 |
| Einwohner                  | 1216 | 1225 | 1183 | 1132 | 1053 | 951  | 937  | 1034 | 939  |
| Quellen: Cassini und INSEE |      |      |      |      |      |      |      |      |      |

## Sehenswürdigkeiten
- Kirche Saint-Martin
- Protestantische Kirche aus dem Jahr 1842, 1970 aufgegeben, heute Feuerwehrhaus

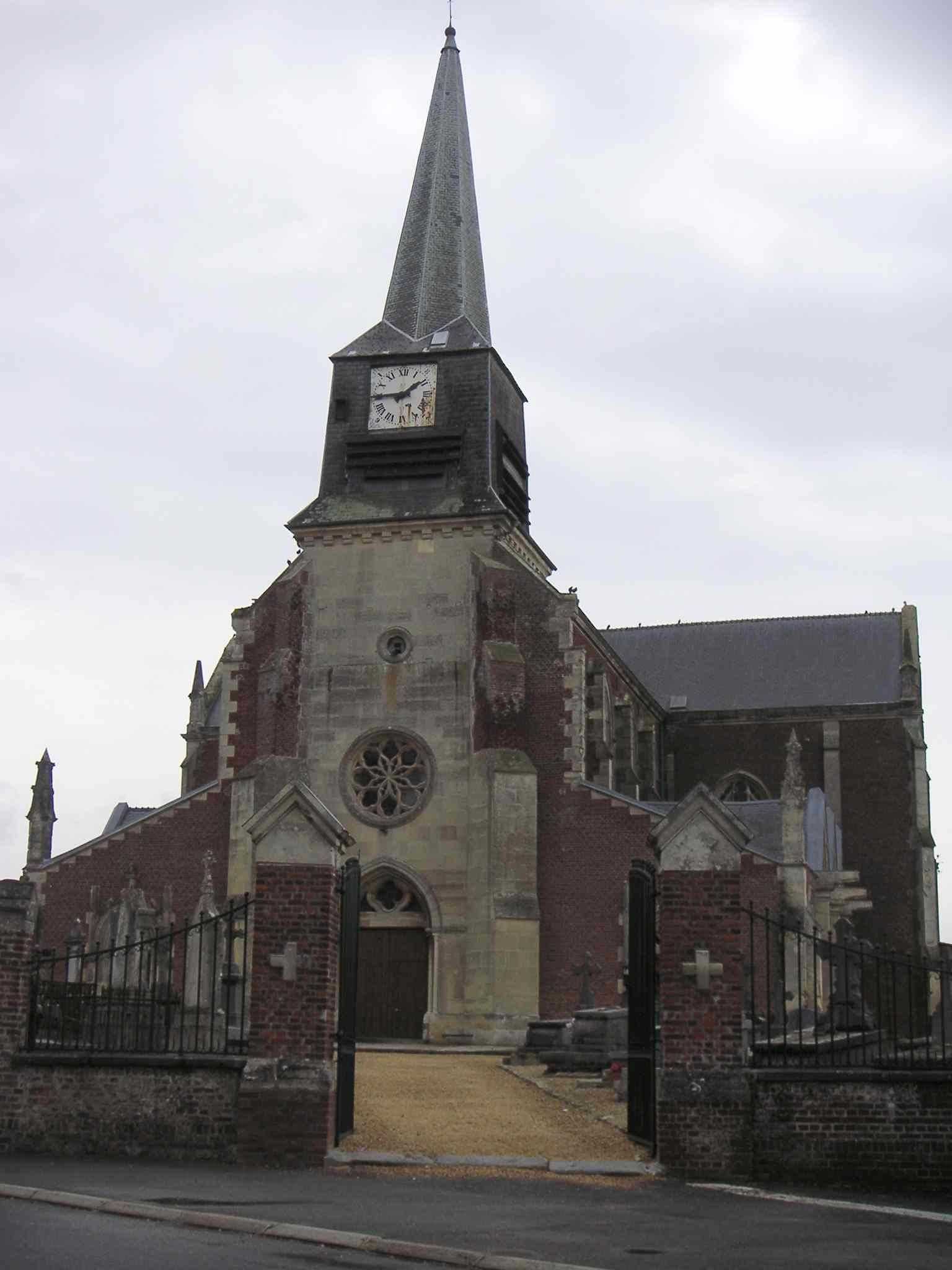
Kirche Saint-Martin
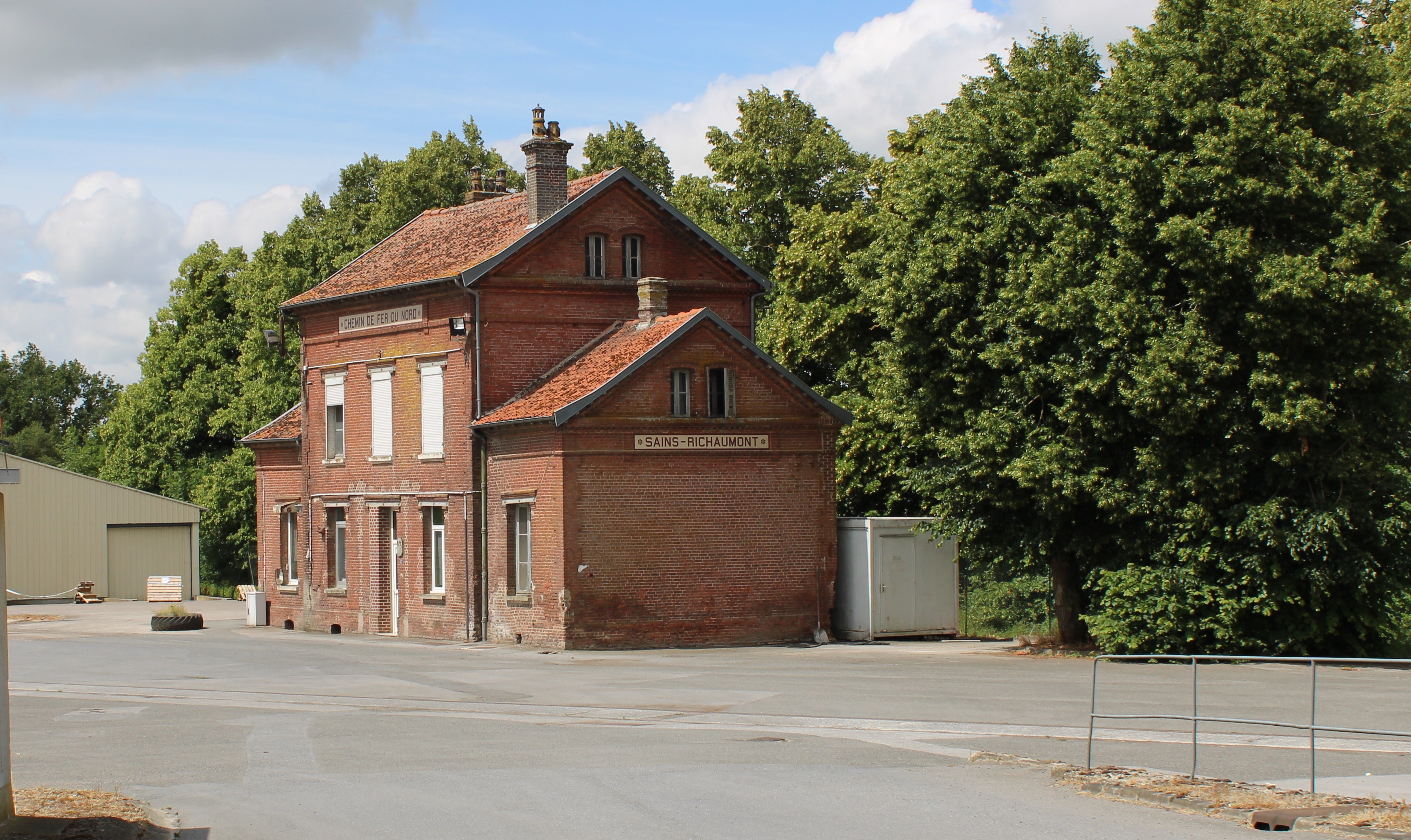
Ehemaliger Bahnhof
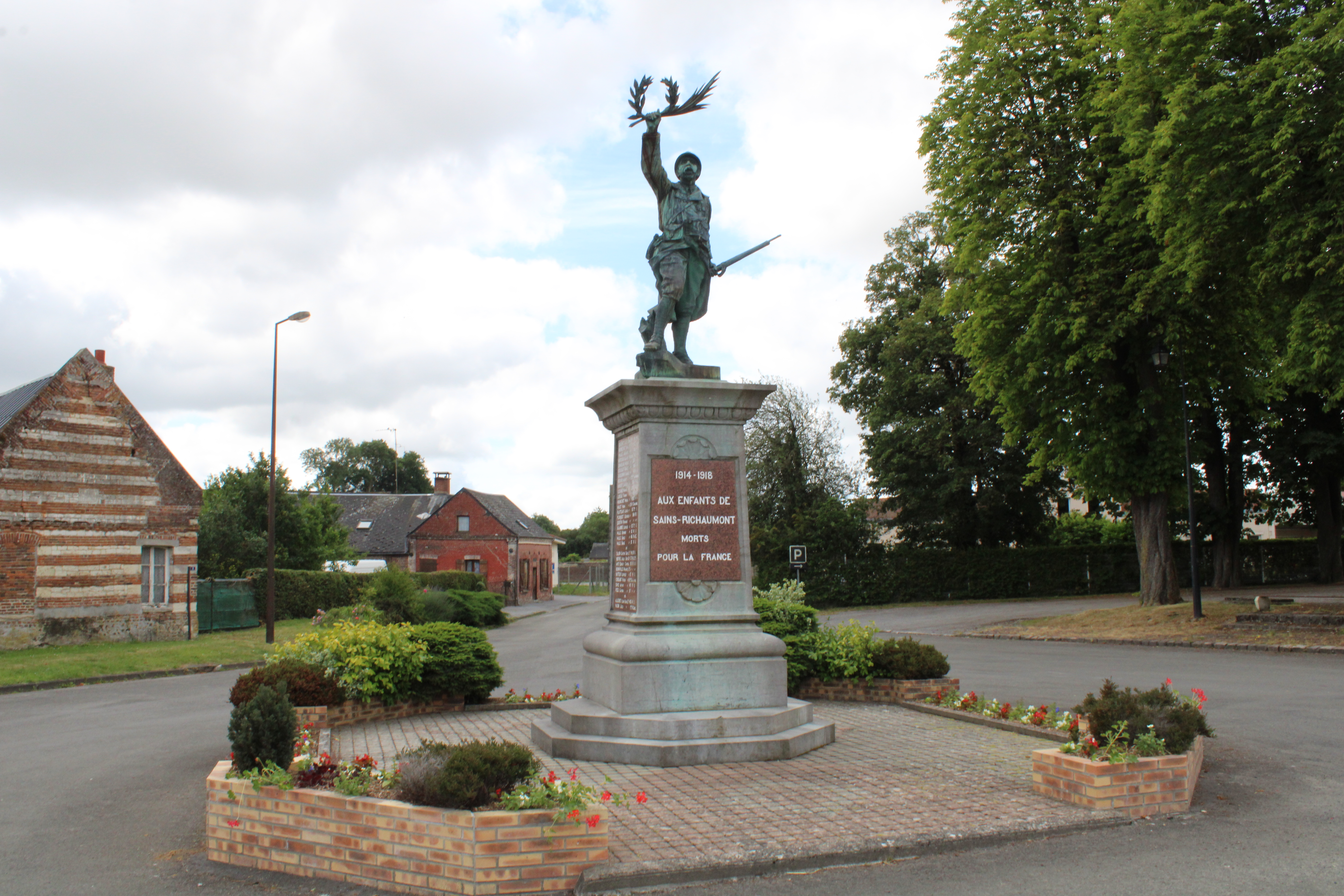
Gefallenendenkmal

## Gemeindepartnerschaft
Mit dem deutschen Gemeindebezirk Bliesmengen-Bolchen (Gemeinde Mandelbachtal) im Saarland besteht eine Partnerschaft.